# St. George (Misuri)
St. George es una ciudad ubicada en el condado de San Luis en el estado estadounidense de Misuri. En el Censo de 2010 tenía una población de 1337 habitantes y una densidad poblacional de 2.760,53 personas por km².

## Geografía
St. George se encuentra ubicada en las coordenadas 38°32′14″N 90°18′48″O / 38.53722, -90.31333. Según la Oficina del Censo de los Estados Unidos, St. George tiene una superficie total de 0.48 km², de la cual 0.48 km² corresponden a tierra firme y (0%) 0 km² es agua.

## Demografía
Según el censo de 2010, había 1337 personas residiendo en St. George. La densidad de población era de 2.760,53 hab./km². De los 1337 habitantes, St. George estaba compuesto por el 96.19% blancos, el 0.52% eran afroamericanos, el 0.45% eran amerindios, el 1.05% eran asiáticos, el 0% eran isleños del Pacífico, el 0.15% eran de otras razas y el 1.65% pertenecían a dos o más razas. Del total de la población el 1.35% eran hispanos o latinos de cualquier raza.